# Amoeridops augur
Amoeridops augur là một loài côn trùng trong họ Ascalaphidae thuộc bộ Neuroptera. Loài này được Karsch miêu tả năm 1889.